# デクスター製粉用水車
デクスター製粉用水車（デクスターせいふんようすいしゃ、英語: Dexter's Grist Mill）は、2007年現在においても、水車を動力として実際に穀粉を製造している製粉所である。

## 解説

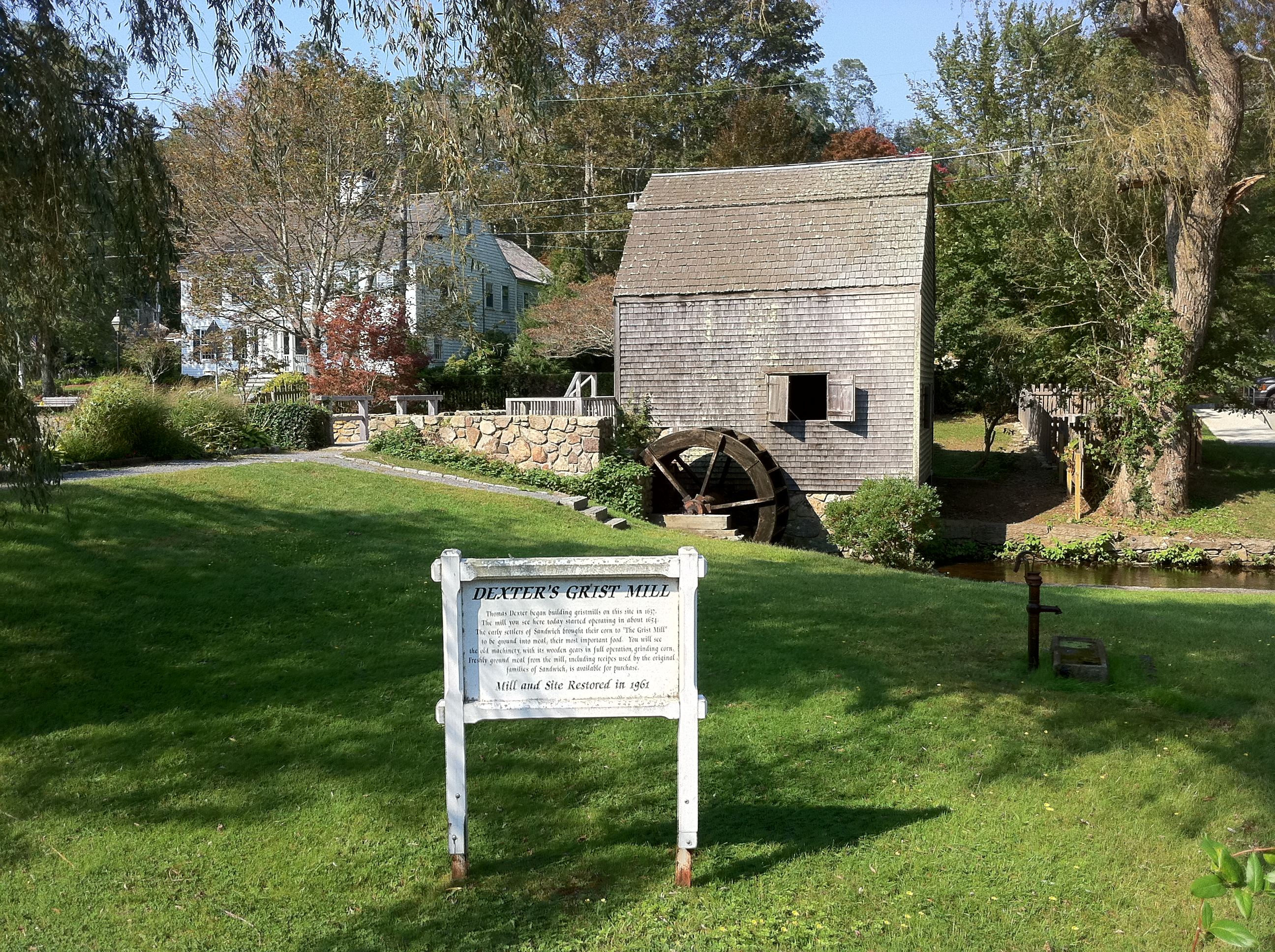
水車小屋と案内看板の写真。看板には「Dexter's Grist Mill」の文字も確認できる。

デクスター製粉用水車は、アメリカ合衆国東部のマサチューセッツ州の南東端部、ケープコッド湾の近くに形成されたサンドウィッチという小さな村に存在している。
この製粉用の水車は2007年現在でも稼動していて、水車で動力を取り出して、この水車の力で動いている石臼を用いて、トウモロコシを粉にしている。
2007年現在、6月中旬から10月初旬の間（つまり夏季）は観光客の受け入れも行っていて、先述のようにして製造されたトウモロコシの粉を購入することも可能である。
なお、トウモロコシの粉を購入した場合、この粉の使い方が書かれたレシピもついてくる。ちなみに、この水車小屋の近くには湧水が存在しており、しばしば地元の住民が、この水を汲んでいる姿も見受けられる。

## 周辺の交通について
ボストンからでも100kmに満たない距離である上に、ボストンからサンドウィッチ近郊まで、ほぼ直線的に結ぶマサチューセッツ州高速道路3号線も整備されているので、ボストンから自動車での日帰りも可能である。また、本数は少ないもののサンドウィッチ周辺には公共のバスも運行されている。他に、サンドウィッチの東南東約20kmの所にあるハイアニスまで航空機で来る方法や、夏季ならば同じくハイニアスまで運行されている高速フェリーで来る方法などがある。